# Monacensia
Die Monacensia, eigentlich Monacensia im Hildebrandhaus, vereint das Literaturarchiv der Stadt München, ein Museum sowie eine Forschungsbibliothek zur Geschichte und zum kulturellen Leben Münchens. Der lateinische Name Monacensia bedeutet „Münchnerisches“. Die Einrichtung bezeichnet sich als „das literarische Gedächtnis der Stadt München“. Seit 1977 ist sie in der ehemaligen Künstlervilla des Bildhauers Adolf von Hildebrand (1847–1921) beheimatet. Die Institution ist an die Münchner Stadtbibliothek angebunden.

## Lage
Die Monacensia befindet sich im Hildebrandhaus, der ehemaligen Villa des Bildhauers Adolf von Hildebrand im Stadtteil Bogenhausen am Isarhochufer, nahe dem Friedensengel. Gabriel von Seidl erbaute die Villa, eine der bedeutenden Künstlervillen der Prinzregentenzeit, 1898 auf der Grundlage von Plänen Hildebrands. Sie wurde ein Treffpunkt der Münchner Gesellschaft im frühen 20. Jahrhundert und erlebte bis zum Einzug der Monacensia 1977 eine wechselvolle Geschichte.

## Geschichte
Hans Ludwig Held veranlasste 1921 die städtischen Stellen, ihre Bestände an Büchern zum Thema München auszulagern. So kamen 5000 Bände aus unterschiedlichen Einrichtungen, wie etwa dem Baureferat oder dem Stadtmuseum, zusammen und wurden zunächst in einem Zimmer im Rathaus der Stadt untergebracht. Den Zweiten Weltkrieg überstand die Bibliothek weitgehend unbeschädigt. Nach einigen Umzügen befindet sich die Monacensia seit 1977 am jetzigen Standort. Ab 2013 war die Monacensia für eine Generalsanierung geschlossen. Sie wurde im Dezember 2016 wieder eröffnet. Während des Umbaus war das Literaturarchiv ausgelagert und nur eingeschränkt zugänglich.

### Monacensia-Bibliothek

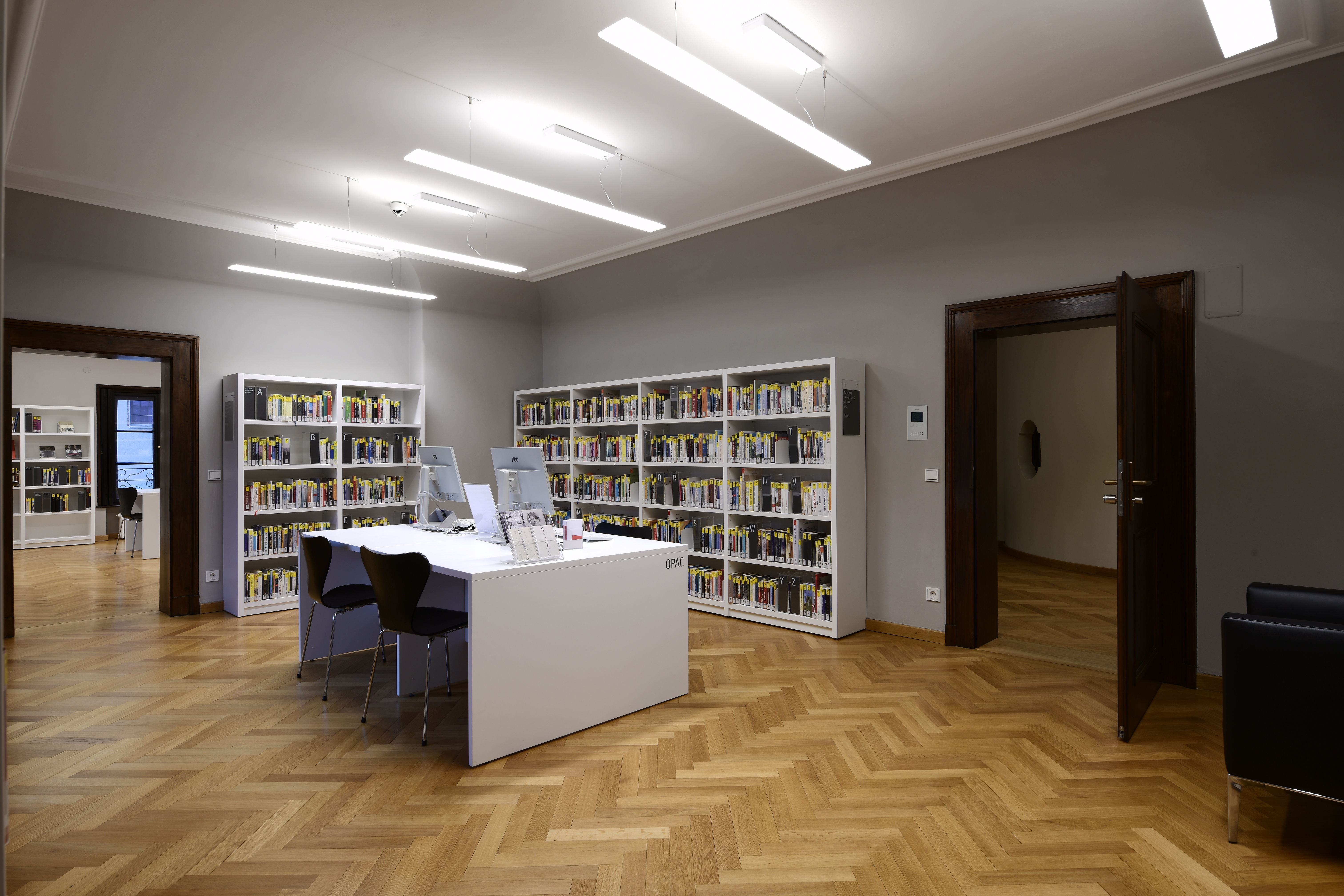
Bibliothek der Münchner Autorinnen und Autoren
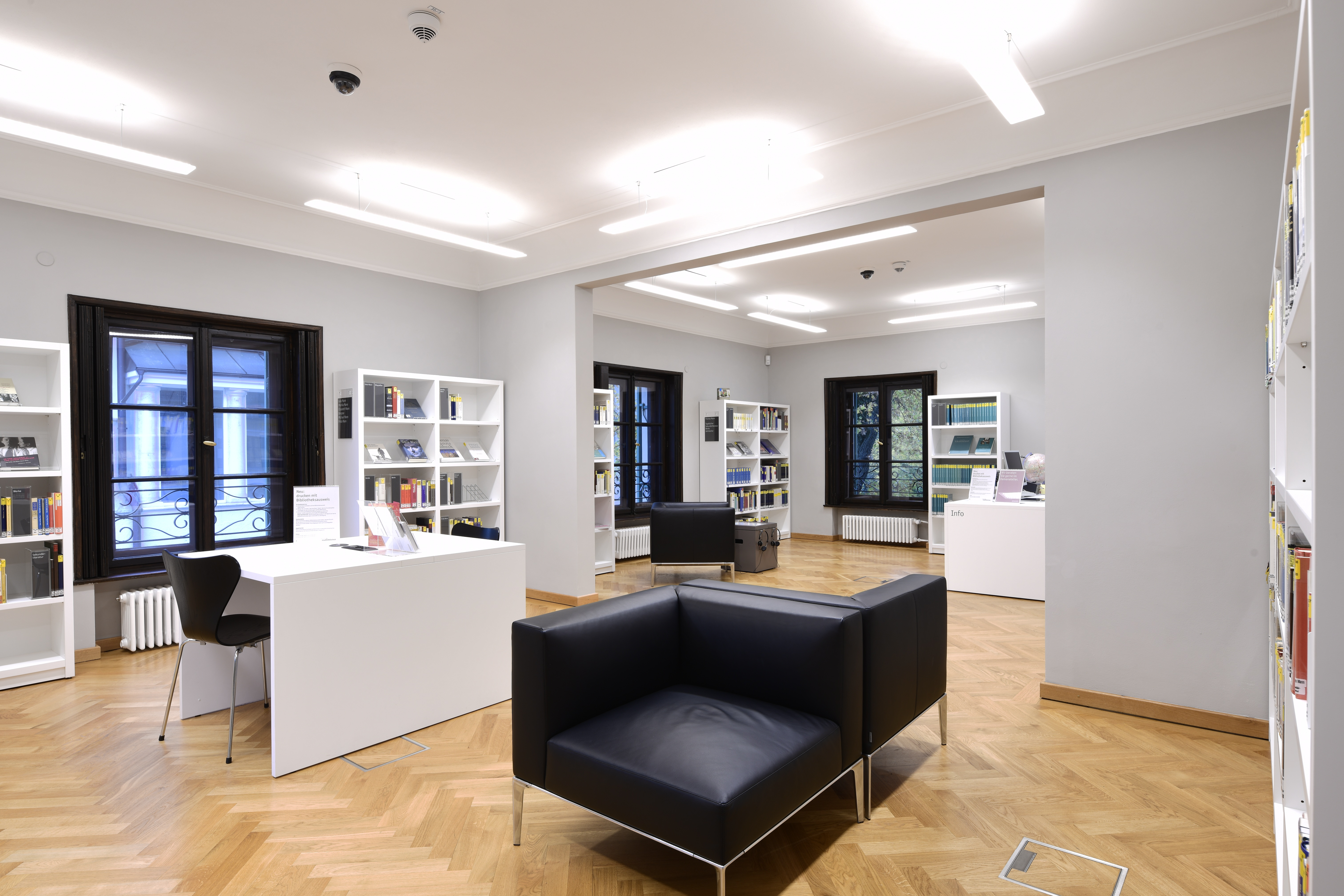
Bibliothek der Familie Mann
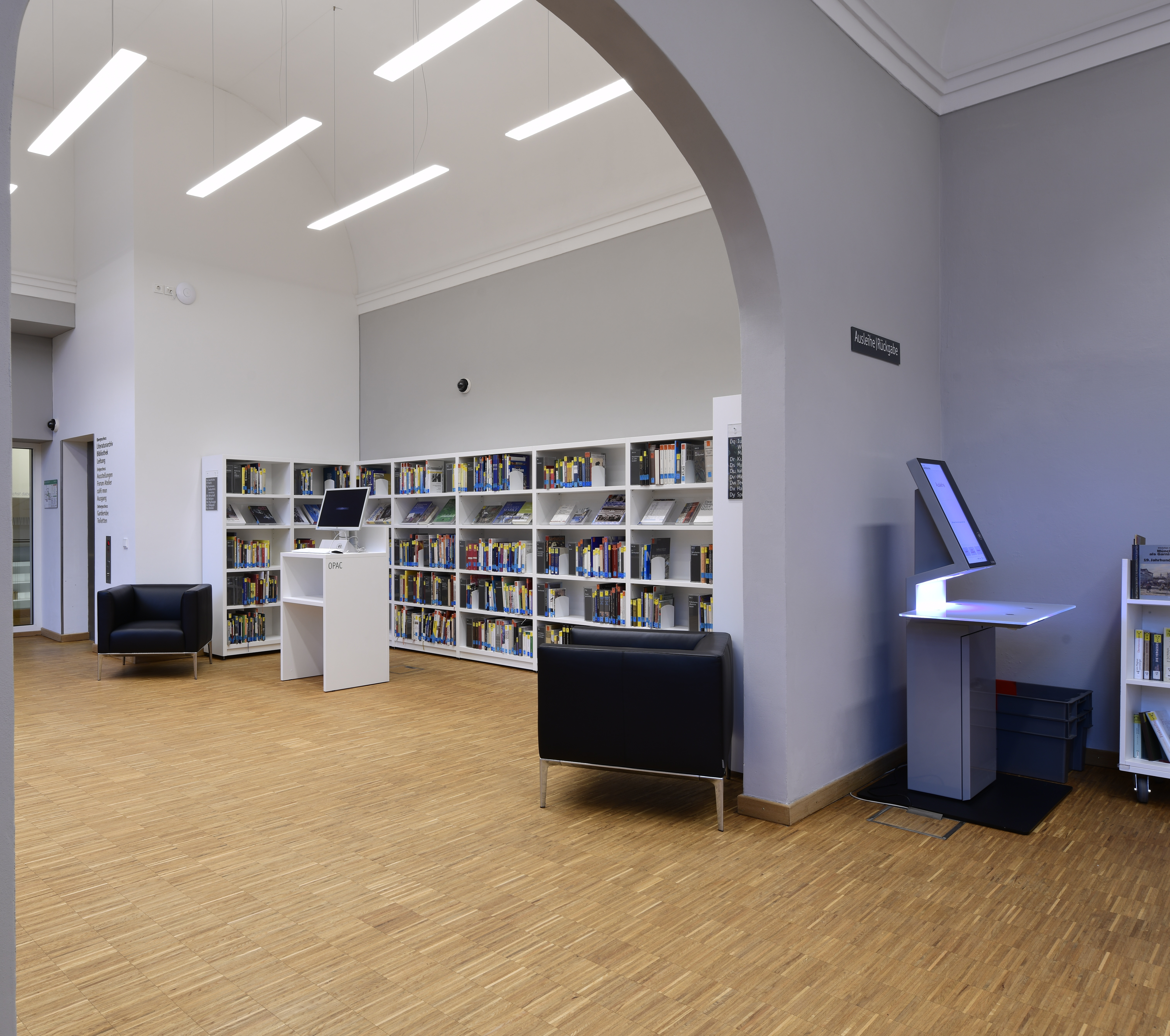
Bibliothek im Damenatelier

## Angebote und Veranstaltungen

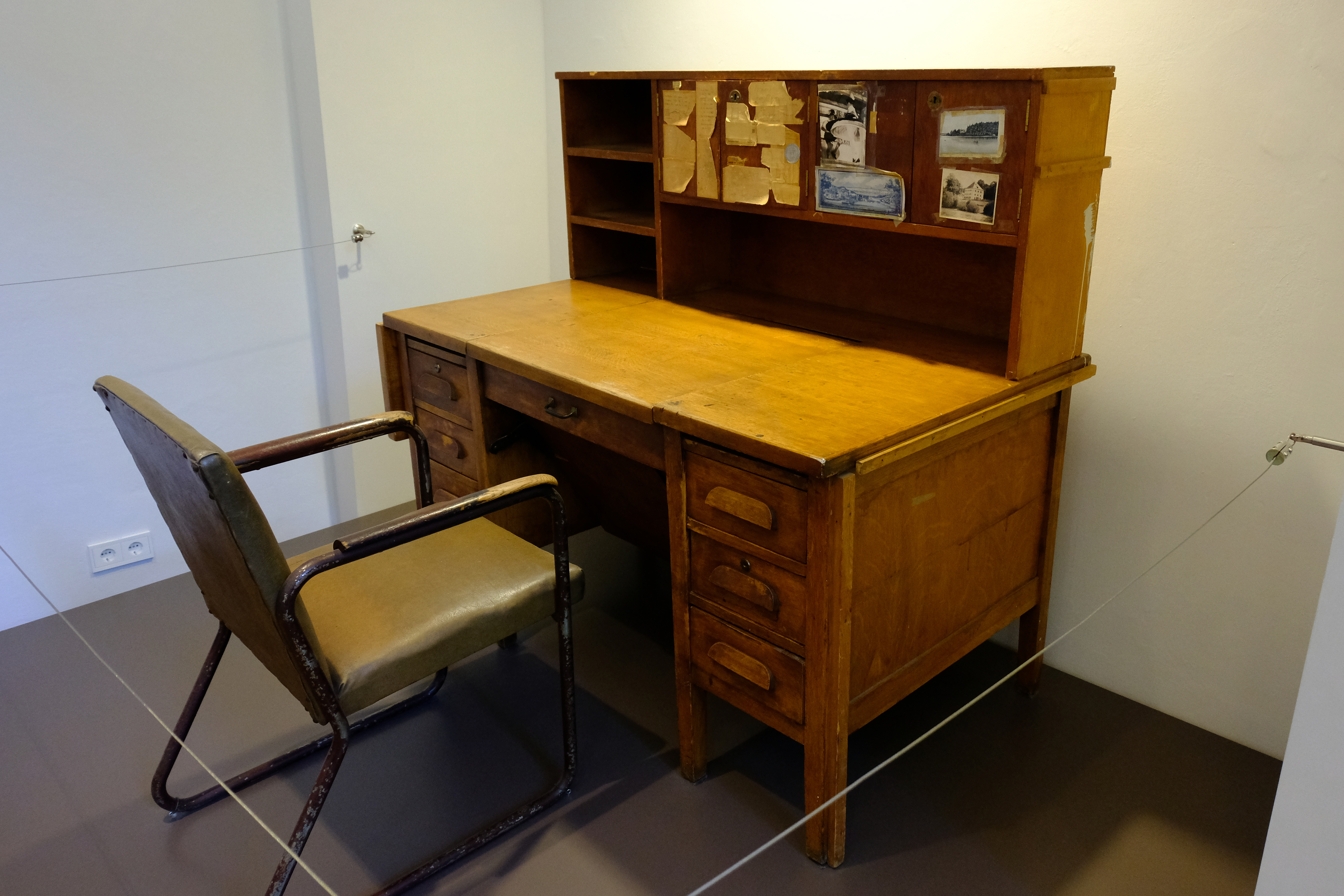
Schreibtisch von Oskar Maria Graf in der Dauerausstellung

## Aktuelle Schwerpunkte

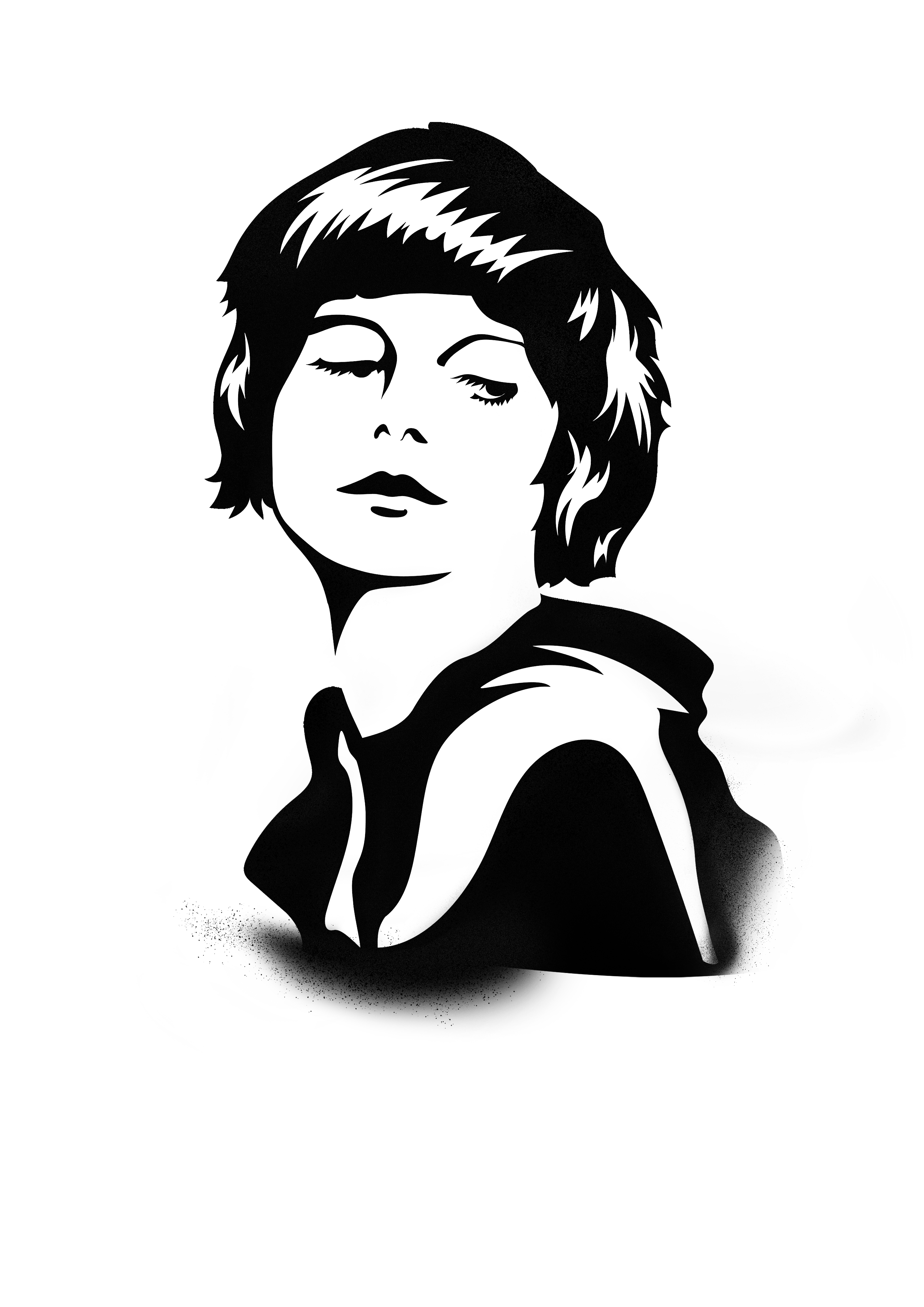
Emmy Hennings
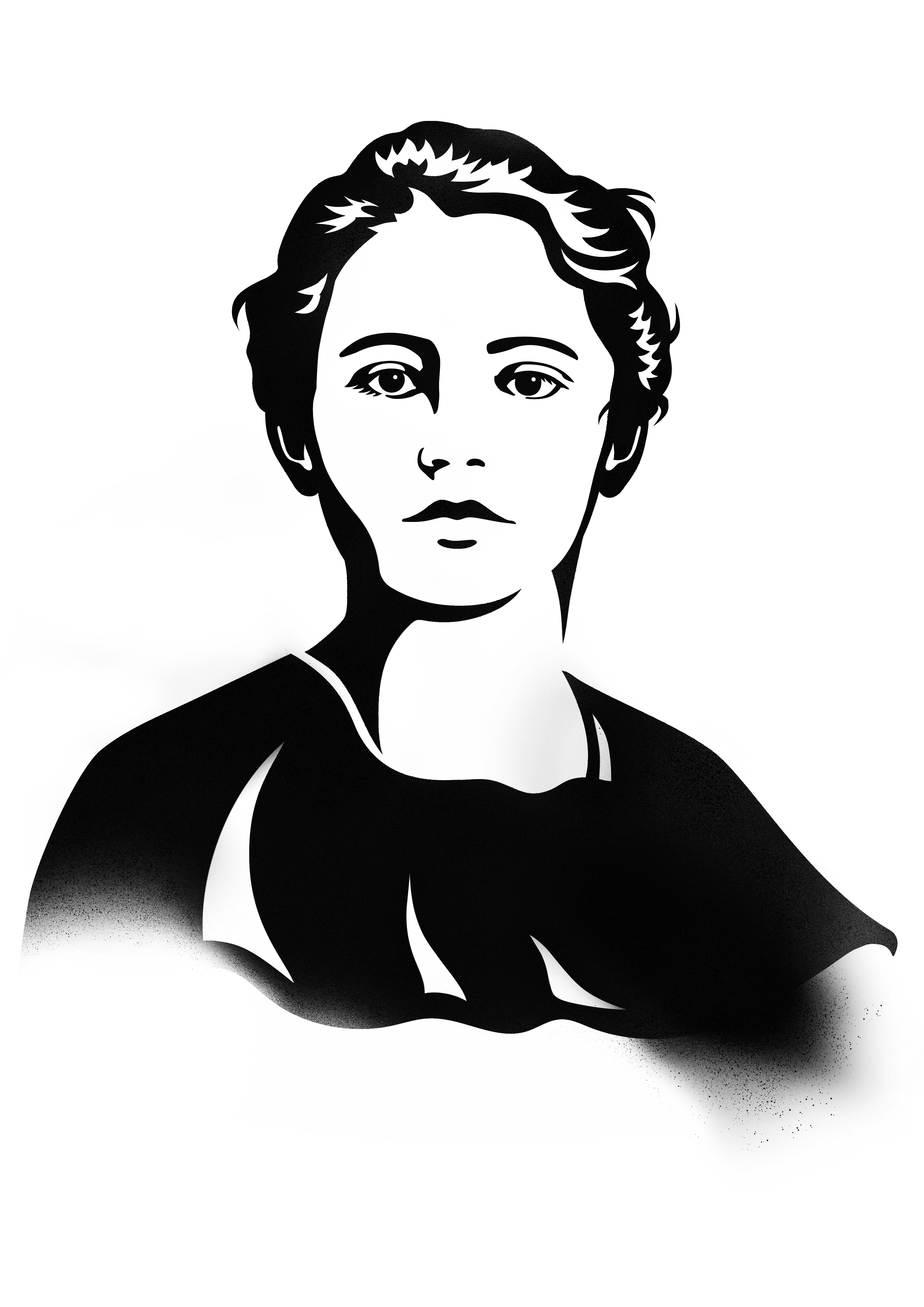
Franziska zu Reventlow
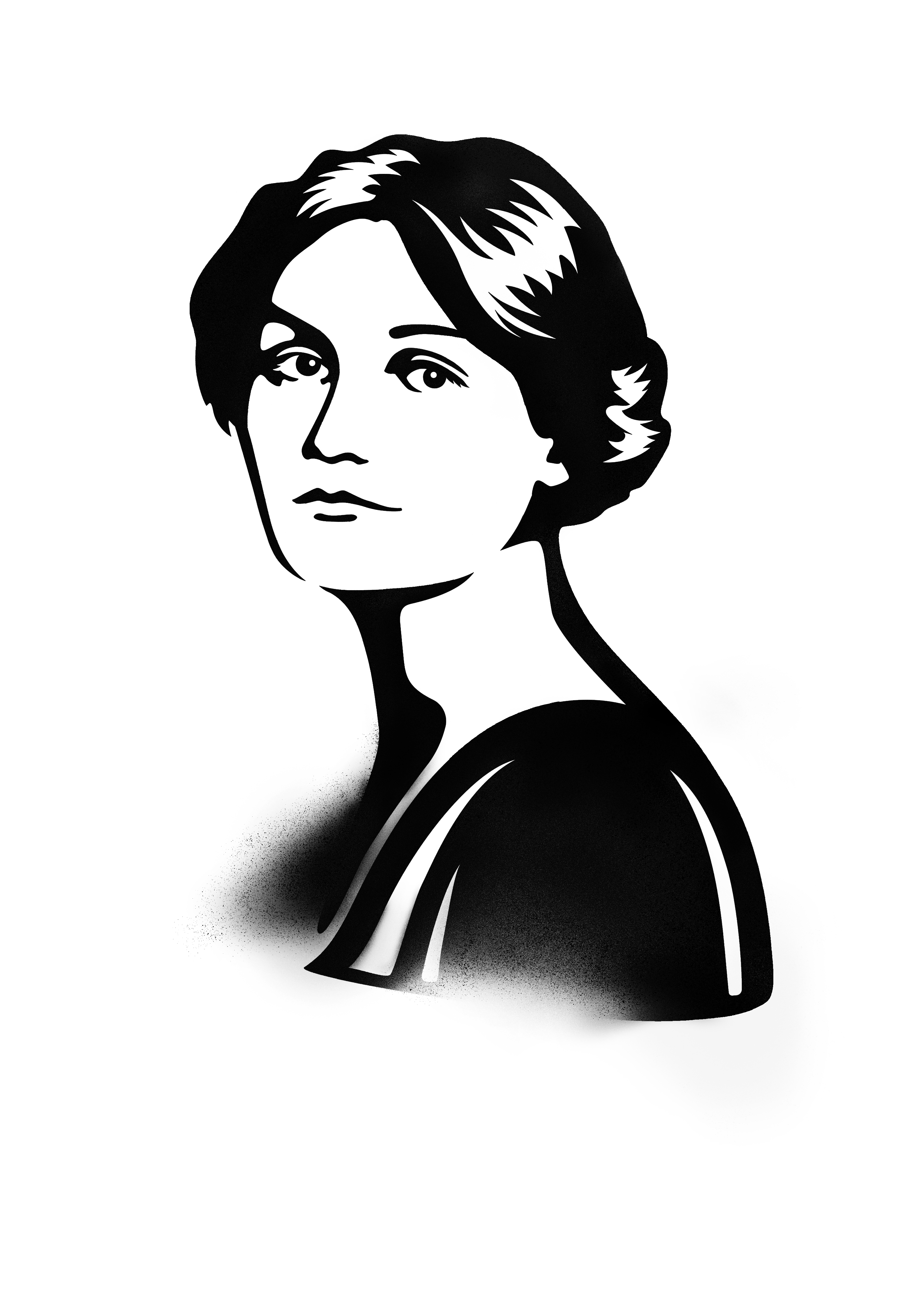
Margarete Beutler

## Bestände und Benutzung